# Гиднеллум золотистый
Гиднеллум золотистый (лат. Hydnellum auratile) — гриб семейства Банкеровые (Bankeraceae). Плодовые тела гриба состоят из тесно сгруппированных воронкообразных шляпок до 5 см в диаметре. Шляпки изначально ярко-оранжевые с белой каймой и имеют войлочную поверхность. На нижней стороне шляпки гимений имеет свисающие оранжевые шипы с беловатыми кончиками. Эти шипы простираются вдоль короткой ножки. Мякоть оранжевая как на шляпке, так и на ножке. В массе споры коричневые. Микроскопически они имеют размеры 4–5 на 3,5–4,5 мкм и имеют короткие округлые бугорки на поверхности. Широко распространённый Hydnellum aurantiacum очень похож на него, но его можно отличить по шляпке от белого до желтовато-коричневого цвета, мякоти от тускло-оранжевого до коричневого цвета и белым шипам. 
Hydnellum auratile впервые был описан как вид Hydnum немецким микологом Максом Бритцельмайром в 1891 году. Рудольф Арнольд Маас Гестеранус передал его в Hydnellum в 1959 году. Гриб широко распространён в Европе, а также зарегистрирован в тихоокеанском северо-западном регионе Северной Америки.  В Швейцарии считается находящимся под угрозой исчезновения. 